# Parabezzia insolita
Parabezzia insolita är en tvåvingeart som beskrevs av Vattier och Adam 1966. Parabezzia insolita ingår i släktet Parabezzia och familjen svidknott.
Artens utbredningsområde är Kongo. Inga underarter finns listade i Catalogue of Life.